# South African Navy
Die Südafrikanische Marine (engl.: South African Navy, abgekürzt SAN) ist die Seestreitmacht der Streitkräfte der Republik Südafrika und gilt als die leistungsfähigste in Afrika südlich der Sahara.

## Organisation der Marine
Das Hauptquartier der südafrikanischen Marine befindet sich in Pretoria, ihr Oberbefehlshaber ist ein Vizeadmiral mit dem Titel Chief of the Navy. Derzeit bekleidet Vizeadmiral Samuel Hlongwane diesen Posten. Unterstützt wird er vom Chief of Naval Operations und dem Chief of Naval Support, die jeweils den Rang eines Rear Admirals bekleiden. Die Kommandostruktur setzt sich aus sieben Marineeinheiten (Naval Units), Flottillen und unabhängigen Schiffen zusammen.

## Seekriegsflagge

1922–1946
1946–1951
1951–1952
1952–1959
1959–1981
1981–1994
27. April 1994 – 11. November 1994
1994–

## Aktuelle Ausrüstung
Das offizielle Präfix südafrikanischer Schiffsnamen lautet SAS (South African Ship).

### Kampfeinheiten
| Schiffsklasse          | Foto                  | Herkunft    | Schiffe                                                                        | Anmerkungen |           |           |
| Fregatten              | Fregatten             | Fregatten   | Fregatten                                                                      | Fregatten   | Fregatten | Fregatten |
| ---------------------- | --------------------- | ----------- | ------------------------------------------------------------------------------ | ----------- | --------- | --------- |
| Valour (MEKO A-200SAN) | SAS Spioenkop (F 147) | Deutschland | SAS Amatola (F145) SAS Isandlwana (F146) SAS Spioenkop (F147) SAS Mendi (F148) |             |           |           |
| U-Boote                |                       |             |                                                                                |             |           |           |
| Heroine (Typ-209/1400) |                       | Deutschland | SAS Manthatisi (S101) SAS Charlotte Maxeke (S102) SAS Queen Modjadji I. (S103) |             |           |           |

### Patrouillen- und Minenabwehrfahrzeuge
| Schiffsklasse        | Foto                                             | Herkunft               | Schiffe                                                             | Anmerkungen      |                  |                  |
| Patrouillenboote     | Patrouillenboote                                 | Patrouillenboote       | Patrouillenboote                                                    | Patrouillenboote | Patrouillenboote | Patrouillenboote |
| -------------------- | ------------------------------------------------ | ---------------------- | ------------------------------------------------------------------- | ---------------- | ---------------- | ---------------- |
| Warrior (Sa'ar 4)    | Boote der Sa'ar 4-Klasse der Chilenischen Marine | Israel/ Südafrika      | SAS Isaac Dyobha (P1565) SAS Galeshewe (P1567) SAS Makhanda (P1569) |                  |                  |                  |
| T Craft              |                                                  | Südafrika              | SAS Tobie (P1552) SAS Tern (P1553) SAS Tekwane (P1554)              |                  |                  |                  |
| Namacurra            |                                                  | Südafrika              | 26 Boote im Einsatz                                                 |                  |                  |                  |
| Minenabwehrfahrzeuge |                                                  |                        |                                                                     |                  |                  |                  |
| River                |                                                  | Deutschland/ Südafrika | SAS Umkomaas (M1499) SAS Umzinkulu (M1142)                          |                  |                  |                  |

### Versorgungsschiffe und Schlepper
| Schiffsklasse      | Foto               | Herkunft           | Schiffe                             | Anmerkungen        |                    |                    |
| Versorgungsschiffe | Versorgungsschiffe | Versorgungsschiffe | Versorgungsschiffe                  | Versorgungsschiffe | Versorgungsschiffe | Versorgungsschiffe |
| ------------------ | ------------------ | ------------------ | ----------------------------------- | ------------------ | ------------------ | ------------------ |
|                    |                    | Südafrika          | SAS Drakensberg (A301)              |                    |                    |                    |
|                    |                    | Südafrika          | SAS Protea (A324)                   |                    |                    |                    |
| Schlepper          |                    |                    |                                     |                    |                    |                    |
|                    |                    | Südafrika          | SAS De Mist SAS De Neys SAS Umalusi |                    |                    |                    |

### Luftfahrzeuge
| Luftfahrzeuge       | Herkunft               | Verwendung            | Version        | Aktiv | Bestellt | Anmerkungen |
| ------------------- | ---------------------- | --------------------- | -------------- | ----- | -------- | ----------- |
| AgustaWestland Lynx | Vereinigtes Königreich | Bordhubschrauber      | Super Lynx 300 | 4     |          |             |
| Atlas Oryx          | Südafrika              | Transporthubschrauber |                | 8     |          |             |

## Standorte

### Flottenstützpunkt
- Simon’s Town, Simon’s Town Naval Base – Fregatten, U-Boote, Einsatzversorger, hydrographisches Überwachungsschiff, Patrouillenboote, Seekriegs- und Tauchschule

### Reserve-Flottenstützpunkte
- Kapstadt
- Durban (Salisbury Island) – aufgrund der verstärkten Piratentätigkeit in der Straße von Mosambik reaktiviert, für zu beschaffende Hochsee- und Küsten-Patrouillenboote inklusive deren Ausbildungseinrichtung
- East London
- Gqeberha
- Johannesburg
- Pretoria

### Marinewerft/Arsenal
- Durban, Salisbury Island im Hafen Durban
- Simon’s Town[3]

### Ausbildungszentren
- Saldanha Bay South African Naval Staff College (Mannschaften- und Unteroffiziersausbildung)
- Gordon’s Bay South African Naval College (nautische Offiziersausbildung)
- Universität Stellenbosch (Offiziersausbildung)
- Kapstadt (Cape Technikon) (technische Offiziersausbildung)

## Internationale Manöver
2007 übte die Marine Südafrikas gemeinsam mit der NATO Standing Naval Maritime Group 1.
2008 und 2010 fanden gemeinsam mit Brasilien und Indien die IBSAMAR-Übungen statt.
Das deutsch-südafrikanische Marinemanöver Good Hope fand 2012 zum fünften Mal statt.